# UEFA Women's Champions League 2013/14
De UEFA Women's Champions League 2013/14 was het 13e seizoen van dit Europese voetbaltoernooi voor vrouwen.
Titelhouder was het vrouwenteam van de Duitse club VfL Wolfsburg. De finale werd op 22 mei in Lissabon gespeeld, met wederom VfL Wolfsburg als winnaar. Dit keer werd gewonnen van Tyresö FF uit Zweden, dat dit seizoen voor het eerst meespeelde in de UEFA Women's Champions League.

## Teams
Hieronder staan de clubs gesorteerd op de fase van het toernooi waarin de werd gestart.
| Hoofdtoernooi          | Hoofdtoernooi           | Hoofdtoernooi        | Hoofdtoernooi        |
| ---------------------- | ----------------------- | -------------------- | -------------------- |
| Standard Luik          | Birmingham City LFC     | Kairat Almaty        | FC Barcelona         |
| Brøndby IF             | Olympique Lyon          | Lillestrøm SK        | AC Sparta Praag      |
| Fortuna Hjørring       | Paris Saint-Germain     | FSK St.Pölten        | LdB FC Malmö         |
| 1. FFC Turbine Potsdam | Thór/KA                 | SV Neulengbach       | Tyresö FF            |
| VfL Wolfsburg          | Torres Calcio           | FC Rossiyanka        |                      |
| Arsenal LFC            | UPC Tavagnacco          | Zorky Krasnogorsk    |                      |
| Kwalificatie           |                         |                      |                      |
| KS Ada Velipojë        | MTK Hungária FC         | Goliador Chişinău    | Glasgow City LFC     |
| SFK 2000 Sarajevo      | Raheny United           | ŽFK Ekonomist Nikšić | ZFK Spartak Subotica |
| FC NSA Sofia           | ASA Tel-Aviv FC         | FC Twente            | ŽNK Pomurje Beltinci |
| Apollon Limassol       | NK Osijek               | Crusaders Strikers   | Union Nové Zámky     |
| Pärnu JK               | FK Liepājas Metalurgs   | Schytlobud-1 Charkov | Konak Belediyespor   |
| KÍ Klaksvík            | FK Gintra Universitetas | RTP Unia Racibórz    | Cardiff City FC      |
| PK-35 Vantaa           | ŽFK Biljanini Izvori    | Atlético Ouriense    | FC Bobruichanka      |
| PAOK Saloniki          | Birkirkara FC           | CFF Olimpia Cluj     | FC Zürich            |

## Kwalificatieronde
De 32 teams die in deze ronde startten werden verdeeld in acht groepen van vier teams. De wedstrijden werden bij een van de teams gespeeld middels een halve competitie op 8, 10 en 13 augustus. De groepswinnaars en de twee beste nummers twee gingen door naar het hoofdtoernooi.
| Legenda kleuren in de tabellen            |
| ----------------------------------------- |
| Groepswinnaars door naar de tweede ronde. |
| Beste nummers 2                           |
| Uitgeschakeld                             |

#### Groep 1
De wedstrijden werden gespeeld in Sarajevo, Bosnië en Herzegovina.
| Datum       | Team               | Score | Team               |
| ----------- | ------------------ | ----- | ------------------ |
| 8 augustus  | SFK 2000 Sarajevo  | 3 - 0 | Cardiff City       |
| 8 augustus  | NSA Sofia          | 0 - 2 | Konak Belediyespor |
| 10 augustus | SFK 2000 Sarajevo  | 1 - 2 | Konak Belediyespor |
| 10 augustus | Cardiff City       | 0 - 2 | NSA Sofia          |
| 13 augustus | NSA Sofia          | 2 - 3 | SFK 2000 Sarajevo  |
| 13 augustus | Konak Belediyespor | 1 - 0 | Cardiff City       |

| Nr. | Club               | Wedstrijden | Wedstrijden | Wedstrijden | Wedstrijden | Doelpunten | Doelpunten | Doelpunten | Pnt. |
| --- | ------------------ | ----------- | ----------- | ----------- | ----------- | ---------- | ---------- | ---------- | ---- |
| Nr. | Club               | G           | W           | G           | V           | V          | T          | +/-        | Pnt. |
| 1   | Konak Belediyespor | 3           | 3           | 0           | 0           | 5          | 1          | +4         | 9    |
| 2   | SFK 2000 Sarajevo  | 3           | 2           | 0           | 1           | 7          | 4          | +3         | 6    |
| 3   | FC NSA Sofia       | 3           | 1           | 0           | 2           | 4          | 5          | -1         | 3    |
| 4   | Cardiff City FC    | 3           | 0           | 0           | 3           | 0          | 6          | -6         | 0    |

#### Groep 2
De wedstrijden werden gespeeld in Cluj-Napoca, Roemenië.
| Datum       | Team                 | Score  | Team                 |
| ----------- | -------------------- | ------ | -------------------- |
| 8 augustus  | Spartak Subotica     | 10 - 0 | Liepājas Metalurgs   |
| 8 augustus  | Olimpia Cluj         | 3 - 0  | Gintra Universitetas |
| 10 augustus | Gintra Universitetas | 0 - 6  | Spartak Subotica     |
| 10 augustus | Olimpia Cluj         | 7 - 0  | Liepājas Metalurgs   |
| 13 augustus | Liepājas Metalurgs   | 0 - 2  | Gintra Universitetas |
| 13 augustus | Spartak Subotica     | 8 - 3  | Olimpia Cluj         |

| Nr. | Club                    | Wedstrijden | Wedstrijden | Wedstrijden | Wedstrijden | Doelpunten | Doelpunten | Doelpunten | Pnt. |
| --- | ----------------------- | ----------- | ----------- | ----------- | ----------- | ---------- | ---------- | ---------- | ---- |
| Nr. | Club                    | G           | W           | G           | V           | V          | T          | +/-        | Pnt. |
| 1   | ZFK Spartak Subotica    | 3           | 3           | 0           | 0           | 24         | 3          | +21        | 9    |
| 2   | CFF Olimpia Cluj        | 3           | 2           | 0           | 1           | 13         | 8          | +5         | 6    |
| 3   | FK Gintra Universitetas | 3           | 1           | 0           | 2           | 2          | 9          | -7         | 3    |
| 4   | FK Liepājas Metalurgs   | 3           | 0           | 0           | 3           | 0          | 19         | -19        | 0    |

#### Groep 3
De wedstrijden werden gespeeld in Belfast, Noord-Ierland.
| Datum       | Team                 | Score | Team                 |
| ----------- | -------------------- | ----- | -------------------- |
| 8 augustus  | MTK Hungária         | 3 - 2 | Raheny United        |
| 8 augustus  | Schytlobud-1 Charkov | 5 - 0 | Crusaders Strikers   |
| 10 augustus | Raheny United        | 1 - 2 | Schytlobud-1 Charkov |
| 10 augustus | MTK Hungária         | 2 - 0 | Crusaders Strikers   |
| 13 augustus | Schytlobud-1 Charkov | 0 - 1 | MTK Hungária         |
| 13 augustus | Crusaders Strikers   | 1 - 2 | Raheny United        |

| Nr. | Club                 | Wedstrijden | Wedstrijden | Wedstrijden | Wedstrijden | Doelpunten | Doelpunten | Doelpunten | Pnt. |
| --- | -------------------- | ----------- | ----------- | ----------- | ----------- | ---------- | ---------- | ---------- | ---- |
| Nr. | Club                 | G           | W           | G           | V           | V          | T          | +/-        | Pnt. |
| 1   | MTK Hungária FC      | 3           | 3           | 0           | 0           | 6          | 2          | +4         | 9    |
| 2   | Schytlobud-1 Charkov | 3           | 2           | 0           | 1           | 7          | 2          | +5         | 6    |
| 3   | Raheny United        | 3           | 1           | 0           | 2           | 5          | 6          | -1         | 3    |
| 4   | Crusaders Strikers   | 3           | 0           | 0           | 3           | 1          | 9          | -8         | 0    |

#### Groep 4
De wedstrijden werden gespeeld in Fátima en Torres Novas, Portugal.
| Datum       | Team              | Score | Team              |
| ----------- | ----------------- | ----- | ----------------- |
| 8 augustus  | FC Zürich         | 5 - 0 | Atlético Ouriense |
| 8 augustus  | KÍ Klaksvík       | 1 - 1 | Ekonomist Nikšić  |
| 10 augustus | FC Zürich         | 4 - 1 | Ekonomist Nikšić  |
| 10 augustus | Atlético Ouriense | 2 - 1 | KÍ Klaksvík       |
| 13 augustus | KÍ Klaksvík       | 0 - 3 | FC Zürich         |
| 13 augustus | Ekonomist Nikšić  | 1 - 1 | Atlético Ouriense |

| Nr. | Club                 | Wedstrijden | Wedstrijden | Wedstrijden | Wedstrijden | Doelpunten | Doelpunten | Doelpunten | Pnt. |
| --- | -------------------- | ----------- | ----------- | ----------- | ----------- | ---------- | ---------- | ---------- | ---- |
| Nr. | Club                 | G           | W           | G           | V           | V          | T          | +/-        | Pnt. |
| 1   | FC Zürich            | 3           | 3           | 0           | 0           | 12         | 1          | +11        | 9    |
| 2   | Atlético Ouriense    | 3           | 1           | 1           | 1           | 3          | 7          | -4         | 4    |
| 3   | ŽFK Ekonomist Nikšić | 3           | 0           | 2           | 1           | 3          | 6          | -3         | 2    |
| 4   | KÍ Klaksvík          | 3           | 0           | 1           | 2           | 2          | 6          | -4         | 10   |

#### Groep 5
De wedstrijden werden gespeeld in Beltinci en Lendava, Slovenië.
| Datum       | Team             | Score  | Team             |
| ----------- | ---------------- | ------ | ---------------- |
| 8 augustus  | FC Bobruichanka  | 3 - 1  | Ada Velipojë     |
| 8 augustus  | Unia Racibórz    | 3 - 1  | Pomurje Beltinci |
| 10 augustus | Pomurje Beltinci | 3 - 1  | FC Bobruichanka  |
| 10 augustus | Unia Racibórz    | 7 - 0  | Ada Velipojë     |
| 13 augustus | FC Bobruichanka  | 0 - 0  | Unia Racibórz    |
| 13 augustus | Ada Velipojë     | 0 - 13 | Pomurje Beltinci |

| Nr. | Club                 | Wedstrijden | Wedstrijden | Wedstrijden | Wedstrijden | Doelpunten | Doelpunten | Doelpunten | Pnt. |
| --- | -------------------- | ----------- | ----------- | ----------- | ----------- | ---------- | ---------- | ---------- | ---- |
| Nr. | Club                 | G           | W           | G           | V           | V          | T          | +/-        | Pnt. |
| 1   | RTP Unia Racibórz    | 3           | 2           | 1           | 0           | 10         | 1          | +9         | 7    |
| 2   | ŽNK Pomurje Beltinci | 3           | 2           | 0           | 1           | 17         | 4          | +13        | 6    |
| 3   | FC Bobruichanka      | 3           | 1           | 1           | 1           | 4          | 4          | 0          | 4    |
| 4   | KS Ada Velipojë      | 3           | 0           | 0           | 3           | 1          | 23         | -22        | 0    |

#### Groep 6
De wedstrijden werden gespeeld in Vantaa, Finland.
| Datum       | Team             | Score  | Team             |
| ----------- | ---------------- | ------ | ---------------- |
| 8 augustus  | PAOK Saloniki    | 1 - 3  | Pärnu JK         |
| 8 augustus  | PK-35 Vantaa     | 13 - 1 | Biljanini Izvori |
| 10 augustus | PAOK Saloniki    | 5 - 0  | Biljanini Izvori |
| 10 augustus | Pärnu JK         | 0 - 0  | PK-35 Vantaa     |
| 13 augustus | PK-35 Vantaa     | 2 - 1  | PAOK Saloniki    |
| 13 augustus | Biljanini Izvori | 1 - 3  | Pärnu JK         |

| Nr. | Club                 | Wedstrijden | Wedstrijden | Wedstrijden | Wedstrijden | Doelpunten | Doelpunten | Doelpunten | Pnt. |
| --- | -------------------- | ----------- | ----------- | ----------- | ----------- | ---------- | ---------- | ---------- | ---- |
| Nr. | Club                 | G           | W           | G           | V           | V          | T          | +/-        | Pnt. |
| 1   | PK-35 Vantaa         | 3           | 2           | 1           | 0           | 15         | 2          | +13        | 7    |
| 2   | Pärnu JK             | 3           | 2           | 1           | 0           | 6          | 2          | +4         | 7    |
| 3   | PAOK Saloniki        | 3           | 1           | 0           | 2           | 7          | 5          | +2         | 3    |
| 4   | ŽFK Biljanini Izvori | 3           | 0           | 0           | 3           | 2          | 21         | -19        | 0    |

#### Groep 7
De wedstrijden werden gespeeld in Paphos, Cyprus.
| Datum       | Team              | Score | Team              |
| ----------- | ----------------- | ----- | ----------------- |
| 8 augustus  | Apollon Limassol  | 2 - 0 | Union Nové Zámky  |
| 8 augustus  | ASA Tel-Aviv      | 6 - 0 | Goliador Chişinău |
| 10 augustus | Union Nové Zámky  | 0 - 0 | ASA Tel-Aviv      |
| 10 augustus | Apollon Limassol  | 1 - 0 | Goliador Chişinău |
| 13 augustus | ASA Tel-Aviv      | 0 - 3 | Apollon Limassol  |
| 13 augustus | Goliador Chişinău | 0 - 6 | Union Nové Zámky  |

| Nr. | Club              | Wedstrijden | Wedstrijden | Wedstrijden | Wedstrijden | Doelpunten | Doelpunten | Doelpunten | Pnt. |
| --- | ----------------- | ----------- | ----------- | ----------- | ----------- | ---------- | ---------- | ---------- | ---- |
| Nr. | Club              | G           | W           | G           | V           | V          | T          | +/-        | Pnt. |
| 1   | Apollon Limassol  | 3           | 3           | 0           | 0           | 6          | 0          | +6         | 9    |
| 2   | Union Nové Zámky  | 3           | 1           | 1           | 1           | 6          | 2          | +4         | 4    |
| 3   | ASA Tel-Aviv FC   | 3           | 1           | 1           | 1           | 6          | 3          | +3         | 4    |
| 4   | Goliador Chişinău | 3           | 0           | 0           | 3           | 0          | 13         | -13        | 0    |

#### Groep 8
De wedstrijden werden gespeeld in Enschede en Hengelo Nederland.
| Datum       | Team          | Score | Team          |
| ----------- | ------------- | ----- | ------------- |
| 8 augustus  | Glasgow City  | 7 - 0 | NK Osijek     |
| 8 augustus  | FC Twente     | 6 - 0 | Birkirkara FC |
| 10 augustus | Glasgow City  | 9 - 0 | Birkirkara FC |
| 10 augustus | NK Osijek     | 0 - 4 | FC Twente     |
| 13 augustus | FC Twente     | 0 - 2 | Glasgow City  |
| 13 augustus | Birkirkara FC | 1 - 7 | NK Osijek     |

| Nr. | Club             | Wedstrijden | Wedstrijden | Wedstrijden | Wedstrijden | Doelpunten | Doelpunten | Doelpunten | Pnt. |
| --- | ---------------- | ----------- | ----------- | ----------- | ----------- | ---------- | ---------- | ---------- | ---- |
| Nr. | Club             | G           | W           | G           | V           | V          | T          | +/-        | Pnt. |
| 1   | Glasgow City LFC | 3           | 3           | 0           | 0           | 18         | 0          | +18        | 9    |
| 2   | FC Twente        | 3           | 2           | 0           | 1           | 10         | 2          | +8         | 6    |
| 3   | NK Osijek        | 3           | 1           | 0           | 2           | 7          | 12         | -5         | 3    |
| 4   | Birkirkara FC    | 3           | 0           | 0           | 3           | 1          | 22         | -21        | 0    |

## Hoofdtoernooi
In het hoofdtoernooi werd volgens het knock-outsysteem, met uitzondering van de finale die uit een wedstrijd bestaat.

### Eerste ronde
In deze ronde plaatsten 22 teams zich rechtstreeks. De overige tien waren de acht groepswinnaars en twee beste nummers twee uit de kwalificatieronde. De heenwedstrijden werden gespeeld op 9, 10 oktober en op 16, 17 oktober waren de terugwedstrijden.
| Team 1               | Tot.     | Team 2                 | 1e wedstr. | 2e wedstr. |
| -------------------- | -------- | ---------------------- | ---------- | ---------- |
| FC Barcelona         | (u)2 - 2 | Brøndby IF             | 0 - 0      | 2 - 2      |
| Konak Belediyespor   | 2 - 1    | RTP Unia Racibórz      | 2 - 1      | 0 - 0      |
| Tyresö FF            | 2 - 1    | Paris Saint-Germain    | 2 - 1      | 0 - 0      |
| FC Zürich            | 3 - 2    | AC Sparta Praag        | 2 - 1      | 1 - 1      |
| Kairat Almaty        | 2 - 18   | Arsenal LFC            | 1 - 7      | 1 - 11     |
| PK-35 Vantaa         | 0 - 4    | Birmingham City LFC    | 0 - 3      | 0 - 1      |
| UPC Tavagnacco       | 3 - 4    | Fortuna Hjørring       | 3 - 2      | 0 - 2      |
| Standard Luik        | 3 - 5    | Glasgow City LFC       | 2 - 2      | 1 - 3      |
| Lillestrøm SK        | 1 - 8    | LdB FC Malmö           | 1 - 3      | 0 - 5      |
| Apollon Limassol LFC | 2 - 3    | SV Neulengbach         | 1 - 2      | 1 - 1      |
| FC Twente            | 0 - 10   | Olympique Lyon         | 0 - 4      | 0 - 6      |
| ZFK Spartak Subotica | 3 - 5    | FC Rossiyanka          | 2 - 4      | 1 - 1      |
| FSK St.Pölten        | 2 - 5    | Torres Calcio          | 2 - 2      | 1 - 3      |
| MTK Hungária FC      | 0 - 11   | 1. FFC Turbine Potsdam | 0 - 5      | 0 - 6      |
| Pärnu JK             | 0 - 27   | VfL Wolfsburg          | 0 - 14     | 0 - 13     |
| Thór/KA              | 2 - 6    | Zorky Krasnogorsk      | 1 - 2      | 1 - 4      |

### Achtste finales
In de achtste finales namen de zestien winnaars uit de eerste ronde het tegen elkaar op. De heenwedstrijden werden gespeeld op 9 en 10 november, de terugwedstrijden op 13 en 14 november.
| Team 1                 | Tot.     | Team 2              | 1e wedstr. | 2e wedstr. |
| ---------------------- | -------- | ------------------- | ---------- | ---------- |
| Arsenal LFC            | 6 - 2    | Glasgow City LFC    | 3 - 0      | 3 - 2      |
| FC Barcelona           | 6 - 1    | FC Zürich           | 3 - 0      | 3 - 1      |
| 1. FFC Turbine Potsdam | (u)2 - 2 | Olympique Lyon      | 0 - 1      | 2 - 1      |
| Zorky Krasnogorsk      | 2 - 7    | Birmingham City LFC | 0 - 2      | 2 - 5      |
| Konak Belediyespor     | 0 - 6    | SV Neulengbach      | 0 - 3      | 0 - 3      |
| FC Rossiyanka          | 1 - 2    | Torres Calcio       | 1 - 0      | 0 - 2      |
| Fortuna Hjørring       | 1 - 6    | Tyresö FF           | 1 - 2      | 0 - 4      |
| LdB FC Malmö           | 2 - 5    | VfL Wolfsburg       | 1 - 2      | 1 - 3      |

### Kwartfinale
De heenwedstrijden in de kwartfinale werden op 23 en 24 maart gespeeld, de terugwedstrijden op 29 en 30 maart.
| Team 1              | Tot.   | Team 2                 | 1e wedstr. | 2e wedstr. |
| ------------------- | ------ | ---------------------- | ---------- | ---------- |
| Birmingham City LFC | 3 - 0  | Arsenal LFC            | 1 - 0      | 2 - 0      |
| Tyresö FF           | 8 - 1  | SV Neulengbach         | 8 - 1      | 0 - 0      |
| VfL Wolfsburg       | 5 - 0  | FC Barcelona           | 3 - 0      | 2 - 0      |
| Torres Calcio       | 1 - 12 | 1. FFC Turbine Potsdam | 0 - 8      | 1 - 4      |

### Halve finale
De wedstrijden in de halve finales werden op 19 en 27 april gespeeld.
| Team 1                 | Tot.  | Team 2        | 1e wedstr. | 2e wedstr. |
| ---------------------- | ----- | ------------- | ---------- | ---------- |
| Birmingham City LFC    | 0 - 3 | Tyresö FF     | 0 - 0      | 0 - 3      |
| 1. FFC Turbine Potsdam | 2 - 4 | VfL Wolfsburg | 0 - 0      | 2 - 4      |

### Finale
|                   |                                     |       |                                                              |                                                      |
| 22 mei 2014 20.30 | Tyresö FF                           | 3 - 4 | VfL Wolfsburg                                                | Estádio do Restelo, Lissabon Scheidsrechter: Monzoel |
| 22 mei 2014 20.30 | Marta 28', 56' Verónica Boquete 30' |       | 47' Alexandra Popp 52', 80' Martina Müller 68' Verena Faisst | Estádio do Restelo, Lissabon Scheidsrechter: Monzoel |

UEFA Women's Cup: 2001/02 · 2002/03 · 2003/04 · 2004/05 · 2005/06 · 2006/07 · 2007/08 · 2008/09

UEFA Women's Champions League: 2009/10 · 2010/11 · 2011/12 · 2012/13 · 2013/14 · 2014/15 · 2015/16 · 2016/17 · 2017/18 · 2018/19 · 2019/20 · 2020/21 · 2021/22 · 2022/23 · 2023/24 . 2024/25